# Hrytsiv
Hrytsiv (ukrainien : Гриців, russe : Грицев) est une commune urbaine de l'oblast de Khmelnytskyï, en Ukraine. Elle compte 3 454 habitants en 2021.